# Rhynchospora seslerioides
Rhynchospora seslerioides är en halvgräsart som beskrevs av August Heinrich Rudolf Grisebach. Rhynchospora seslerioides ingår i släktet småag, och familjen halvgräs.
Artens utbredningsområde är Kuba. Inga underarter finns listade i Catalogue of Life.